# MÁV 420 sorozat
A MÁV IVa. osztályú, 1911-től 420 sorozatú mozdonya egy magyar hegyipálya tehervonati szerkocsis gőzmozdonytípus volt. Szerkezetszáma a MÁV Gépgyárban 32. volt. A MÁV-on kívül néhány darabot a Buschtěhrader Eisenbahngesellschaft (BEB)  is vásárolt.

## Története
A MÁV vezetése a Salgótarján-Ruttka vonal szénszállító vonatai továbbításához nyolc db négycsatlós mozdonyt rendelt a bécsújhelyi Sigl mozdonygyártól a IV. osztályú mozdonyok mintájára némiképp korszerűsítve. Így azoktól megkülönböztetendő a IVa  osztály besorolást kapták.
A IV. osztályú mozdonyok keretét, futóművét és gépezetét változatlanul hagyva csupán a kazánon változtattak. Megemelték a gőznyomást 10 atmoszférára ami a kazán hatásfokának (és egyben teljesítményének is ) 7-7,5%-os növekedését eredményezte.
Ezen kívül még a IV osztály Trick rendszerű tolattyúit cserélték egyszerű kagylós síktolattyúra a vezérlés egyéb elemeit változatlanul hagyva.
Az első mozdonypkat a Sigl 1882 augusztusában szállította (8 db-ot) majd 1883 és 1884-ben 10-10 továbbit. 1885-ben a floridsdorfi mozdonygyár is szállított 10 db-ot, s végül az  Államvasúti Gépgyár is szállított 5 db-ot.
Valamennyi mozdonyt fölszereltek La Chatolier ellengőzfék berendezéssel,  továbbá az első 5 db Sigl mozdonyt Hardy rendszerű légűrfékkel amely azonban nem átmenőrendszerű volt, csupán a szerkocsi kerekeit fékezte. Ezeket később le is szerelték, csupán a kéziféket meghagyva.
A mozdonyokat mélyenjáró alkatrészeik (gőzhengerek, rúdfejek, hamuláda) zömmel csak eredeti honos fűtőházaik (Zólyom, Ruttka, Fülek) körzetében használták, máshová áthelyezni csak igen korlátozottan lehetett őket. Ezért is tekinthetők a IV és IVa osztályok a ruttkai körzet tipikus tehervonati mozdonyainak a XX. század fordulója környékén.
A mozdonyok a MÁV első számozási rendszerében az 501-538 pályaszámokat kapták, majd 1892-től a másodikban a IVa osztály 4041-4083 pályaszámait, amit 1911-től 420.001-043-ra változtattak.
Az I. világháborút követően a 43 db mozdonyból mindössze 4 maradt MÁV állományban melyek zömmel tolatószolgálatot láttak el.
A II. világháborút egyedül a 420.017 pályaszámú mozdony élte túl melyet a MÁV 1953-ban selejtezett.
A Buschtěhrader Eisenbahngesellschaft (BEB) is  rendelt három a IVa osztállyal azonos mozdonyt  1890-ben. Ezek a BEB IV osztály 304-306 pályaszámait kapták.
A BEB 1923-as államosításakor a mozdonyok a Csehszlovák Államvasutak ČSD tulajdonába kerültek, ahol 412.004–006 pályaszámmal látták el őket. Ezen üzemeltek az 1949-es selejtezésükig. A ČSD 412.0 sorozatba lett még beosztva néhány más BEB IV osztályú mozdony is.